# 六所村
40°58′02″N 141°22′28″E / 40.96722°N 141.37444°E
六所村（日语：／ Rokkaisho mura */?）是位於日本青森縣上北郡的村，地處下北半島南部。東邊面向太平洋，南部則隔著小川原湖與三澤市和東北町相望。六所村內設有許多跟能源相關的設施。當地正在興建核燃料再處理工廠（六所核燃料再處理工廠），但2024年1月第27次宣布延後再處理工廠的完工日期 ，並預計於2026年完工。而村内除設有核廢料儲存場和周邊設施之外，也有儲存戰備儲油的陸奧小川原國家石油儲備基地以及利用東北風的風力發電基地。
六所村曾為ITER（國際熱核聚變實驗反應爐）的建設候選地，但最後決定建設在法國的卡達拉舍。

## 地理
六所村境內約34.7%的面積被山林與原野覆蓋。東邊面向太平洋，西北部坐落著吹越烏帽子在內的棚澤山脈的山岳，西部則是地勢較平坦的原野。發源於棚澤山脈的明神川、北川、南川流經北部地區，老部川、二又川等河則流經中部地區，這些河流皆在東邊注入太平洋。村内散布著尾駮沼、鷹架沼、市柳沼等湖泊與沼澤。

### 氣候
六所村的氣候受到東邊的太平洋影響，晴天的日子與日本海的沿岸地區相比較少。春季至夏季挾帶涼冷空氣的風所帶來的濃霧對當地的農作物造成損害。

## 歷史
根據史料木村文書的記載，當地據說是源賴朝的戰馬「生食」的出生地。1889年（明治22年）4月1日，倉內村、平沼村、鷹架村、尾駮村、出戶村、泊村6個村落合併成現今的六所村。

## 行政
由於設有和能源相關的設施，2006年六所村的預算約60億日元，其財政預算規模比周邊同規模的村大兩倍以上。在這樣的財政狀況下，六所村正在進行下水道、淨化槽設施、診療所、健康設施等基礎設施的工程。而因為收入來源穩定，該村在平成大合併中亦拒絕與周邊的市鎮村合併。

### 村長
- 寺下力三郎（第24任）
- 古川伊勢松（第25至28任）
- 土田浩（第29至30任）
- 橋本壽（第31至32任）
- 古川健治（第33至35任）
- 戶田衛（第36任）

## 經濟
在創造稅收和就業機會時，六所村還計劃利用風能、太陽能發電和核能發電等設施集中在同一個村莊的獨特現象來吸引遊客。

### 能源產業

#### 核能
- 核能原料循環設施
  - 日本原燃總公司
  - 六所核原料再處理工廠
  - 六所鈾元素濃縮工廠
  - 混合氧化物核燃料工廠（興建中）
  - 六所低放射性核廢料填埋中心
  - 六所高放射性核廢料儲存管理中心
- 原燃輸送六所運輸辦事處
- 原子力安全技術中心防災技術中心
- 原子能管制委員會六所原子能管制事務所

#### 石油、風力
- 陸奧小川原國家石油儲備基地
- 陸奧小川原風力發電場
- 六所村風力發電廠、六所村風力第2發電廠
- 二又風力發電廠

### 產業
農業（特別為畜牧業）及漁業十分繁盛。

#### 漁業
- 泊漁港
- 尾駮漁港
- 平沼漁港

### 郵政

#### 配送據點
- 郵政事業野辺地分店
  - 平沼配送中心

#### 郵政局
- 泊郵政局（84046）
- 平沼郵政局（84056）
- 六所郵政局（84135）
- 倉內簡易郵政局（84716）

## 交通

### 機場
村內無機場，下列為最近的機場：
- 青森機場（青森市，1小時40分）
- 三澤機場（三澤市，50分）

### 鐵道
村內並沒有鐵道路線行駛。
最近的車站與公路行車時間：
- 在來線：青森鐵道線、大湊線：野邊地車站（野邊地町、40分）、青森鐵道線：乙供站（東北町、40分）、大湊線：吹越站（橫濱町、30分）
- 東北新幹線：八戶站（八戶市、1小時30分）

### 巴士
- 下北交通巴士
  - 泊線（陸奧巴士總站～泊）
  - 六所線（野邊地站～泊）
- 十和田觀光電鐵巴士
  - 三澤～平沼線（三澤～追館）
  - 野邊地～平沼～六所線（野邊地站～追館～大川目）

以前曾有快線八戶～泊線運行，不過於2003年（平成15年）4月30日結束運行，在翌日5月1日正式廢止。

### 道路
- 一般國道
  - 國道338號
  - 國道394號
- 縣道
- 青森縣道5號野邊地六所線
- 青森縣道24號横濱六所線
- 青森縣道25號東北横濱線
- 青森縣道179號泊陸奧横濱停車場線
- 青森縣道180號尾駮有戶停車場線

### 港灣
- 陸奧小川原港（重要港灣）

## 觀光

### 景點、遺跡
- 物見崎燈塔
- 馬門川觀光公園
- 村立鄉土館（尾駮字野附） （页面存档备份，存于）

### 祭典、特別活動
- 泊合同例大祭（7月18日 - 7月20日）

## 地域

### 教育

#### 高校
- 青森縣立六所高校

#### 中學
- 六所村立泊中學
- 六所村立第一中學
- 六所村立室ノ久保中學（廢校）
- 六所村立千歲中學
- 六所村立第二中學

#### 小學
- 六所村立笹原小學（廢校）
- 六所村立泊小學
- 六所村立尾駮小學
- 六所村立戶鎖小學
- 六所村立平沼小學（2013年與倉內小學合併）
- 六所村立倉內小學（2013年與平沼小學合併）
- 六所村立中志小學（廢校）
- 六所村立千歲平小學
- 六所村立南小學（由平沼小學及倉內小學合併而成）

## 姐妹城市、提攜都市

### 國外
- 德國梅克倫堡-前波美拉尼亞州米里茨市（英语：Waren (Müritz)） 於1994年（平成6年）作友好都市締結 在產業、文化、體育作出交流。

## 本地出身的名人
- 林麻美（演歌歌手）
- 遠田惠子（前青森電視台主播）